# Broadchurch/Episodenliste
Diese Episodenliste enthält alle Episoden der britischen Krimi-Drama-Serie Broadchurch, sortiert nach der britischen Erstausstrahlung. Die Fernsehserie umfasst drei Staffeln mit 24 Episoden.

## Übersicht
| Staffel | Episoden- anzahl | Erstausstrahlung UK | Erstausstrahlung UK | Erstausstrahlung UK | Erstausstrahlung UK | Deutschsprachige Erstausstrahlung | Deutschsprachige Erstausstrahlung |
| Staffel | Episoden- anzahl | Staffelpremiere     | Staffelfinale       | ⌀ Zuschauerzahlen   | ⌀ Zuschaueranteil   | Staffelpremiere                   | Staffelfinale                     |
| ------- | ---------------- | ------------------- | ------------------- | ------------------- | ------------------- | --------------------------------- | --------------------------------- |
| 1       | 8                | 4. März 2013        | 22. April 2013      | 09,37 Millionen     | 32,5 %              | 10. März 2014                     | 14. April 2014                    |
| 2       | 8                | 5. Januar 2015      | 23. Februar 2015    | 09,68 Millionen     | 34,4 %              | 30. November 2015                 | 8. Dezember 2015                  |
| 3       | 8                | 27. Februar 2017    | 17. April 2017      | 10,75 Millionen     | 38,2 %              | 18. Oktober 2017                  | 8. November 2017                  |

## Staffel 1
Die Erstausstrahlung der ersten Staffel war vom 4. März bis zum 22. April 2013 auf ITV zu sehen. Die deutschsprachige Erstausstrahlung erfolgte vom 10. März bis zum 14. April 2014 auf Puls 4.
| Nr. (ges.) | Nr. (St.) | Deutscher Titel | Originaltitel | Erstausstrahlung UK | Deutschsprachige Erstausstrahlung (A) | Regie        | Drehbuch                    |
| ---------- | --------- | --------------- | ------------- | ------------------- | ------------------------------------- | ------------ | --------------------------- |
| 1          | 1         | Entdeckung      | Episode 1     | 4. März 2013        | 10. März 2014                         | James Strong | Chris Chibnall              |
| 2          | 2         | Geheimnisse     | Episode 2     | 11. März 2013       | 17. März 2014                         | James Strong | Chris Chibnall              |
| 3          | 3         | Alibi           | Episode 3     | 18. März 2013       | 24. März 2014                         | Euros Lyn    | Chris Chibnall              |
| 4          | 4         | Vorwürfe        | Episode 4     | 25. März 2013       | 31. März 2014                         | Euros Lyn    | Chris Chibnall              |
| 5          | 5         | Verleumdung     | Episode 5     | 1. Apr. 2013        | 7. Apr. 2014                          | Euros Lyn    | Chris Chibnall              |
| 6          | 6         | Zusammenbruch   | Episode 6     | 8. Apr. 2013        | 7. Apr. 2014                          | James Strong | Louise Fox & Chris Chibnall |
| 7          | 7         | Verdacht        | Episode 7     | 15. Apr. 2013       | 14. Apr. 2014                         | James Strong | Chris Chibnall              |
| 8          | 8         | Enthüllung      | Episode 8     | 22. Apr. 2013       | 14. Apr. 2014                         | James Strong | Chris Chibnall              |

## Staffel 2
Die Erstausstrahlung der zweiten Staffel wurde zwischen dem 5. Januar und dem 23. Februar 2015 auf ITV ausgestrahlt. Die Deutschlandpremiere der zweiten Staffel sendete 13th Street vom 30. November bis 8. Dezember 2015 in Doppelfolgen.
| Nr. (ges.) | Nr. (St.) | Deutscher Titel         | Originaltitel | Erstausstrahlung UK | Deutschsprachige Erstausstrahlung (D) | Regie              | Drehbuch       |
| ---------- | --------- | ----------------------- | ------------- | ------------------- | ------------------------------------- | ------------------ | -------------- |
| 9          | 1         | Der Prozess             | Episode 1     | 5. Jan. 2015        | 30. Nov. 2015                         | James Strong       | Chris Chibnall |
| 10         | 2         | Das Treffen             | Episode 2     | 12. Jan. 2015       | 30. Nov. 2015                         | James Strong       | Chris Chibnall |
| 11         | 3         | Neues Leben             | Episode 3     | 19. Jan. 2015       | 1. Dez. 2015                          | Jessica Hobbs      | Chris Chibnall |
| 12         | 4         | Die Zeuginnen           | Episode 4     | 26. Jan. 2015       | 1. Dez. 2015                          | Jessica Hobbs      | Chris Chibnall |
| 13         | 5         | Verlorene Söhne         | Episode 5     | 2. Feb. 2015        | 7. Dez. 2015                          | Jonathan Teplitzky | Chris Chibnall |
| 14         | 6         | Der Anhänger            | Episode 6     | 9. Feb. 2015        | 7. Dez. 2015                          | Jonathan Teplitzky | Chris Chibnall |
| 15         | 7         | In Lügen verstrickt     | Episode 7     | 16. Feb. 2015       | 8. Dez. 2015                          | Mike Barker        | Chris Chibnall |
| 16         | 8         | Am Ende sind wir allein | Episode 8     | 23. Feb. 2015       | 8. Dez. 2015                          | Mike Barker        | Chris Chibnall |

## Staffel 3
Die Erstausstrahlung der dritten Staffel war vom 27. Februar bis zum 17. April 2017 auf ITV zu sehen. Die deutschsprachige Erstausstrahlung sendete der Pay-TV-Sender 13th Street vom 18. Oktober bis zum 8. November 2017 in Doppelfolgen.
| Nr. (ges.) | Nr. (St.) | Deutscher Titel | Originaltitel | Erstausstrahlung UK | Deutschsprachige Erstausstrahlung (D) | Regie                | Drehbuch       |
| ---------- | --------- | --------------- | ------------- | ------------------- | ------------------------------------- | -------------------- | -------------- |
| 17         | 1         | Episode 1       | Episode 1     | 27. Feb. 2017       | 18. Okt. 2017                         | Paul Andrew Williams | Chris Chibnall |
| 18         | 2         | Episode 2       | Episode 2     | 6. März 2017        | 18. Okt. 2017                         | Paul Andrew Williams | Chris Chibnall |
| 19         | 3         | Episode 3       | Episode 3     | 13. März 2017       | 25. Okt. 2017                         | Paul Andrew Williams | Chris Chibnall |
| 20         | 4         | Episode 4       | Episode 4     | 20. März 2017       | 25. Okt. 2017                         | Daniel Nettheim      | Chris Chibnall |
| 21         | 5         | Episode 5       | Episode 5     | 27. März 2017       | 1. Nov. 2017                          | Daniel Nettheim      | Chris Chibnall |
| 22         | 6         | Episode 6       | Episode 6     | 3. Apr. 2017        | 1. Nov. 2017                          | Lewis Arnold         | Chris Chibnall |
| 23         | 7         | Episode 7       | Episode 7     | 10. Apr. 2017       | 8. Nov. 2017                          | Paul Andrew Williams | Chris Chibnall |
| 24         | 8         | Episode 8       | Episode 8     | 17. Apr. 2017       | 8. Nov. 2017                          | Paul Andrew Williams | Chris Chibnall |